# کلنکا
کلنکا (به لهستانی:  Klęka) یک منطقهٔ مسکونی در لهستان است که در گمینا نووه میاستو ناد وارتان واقع شده‌است.
 کلنکا  ۹۲۰ نفر جمعیت دارد.